# JFE Holdings

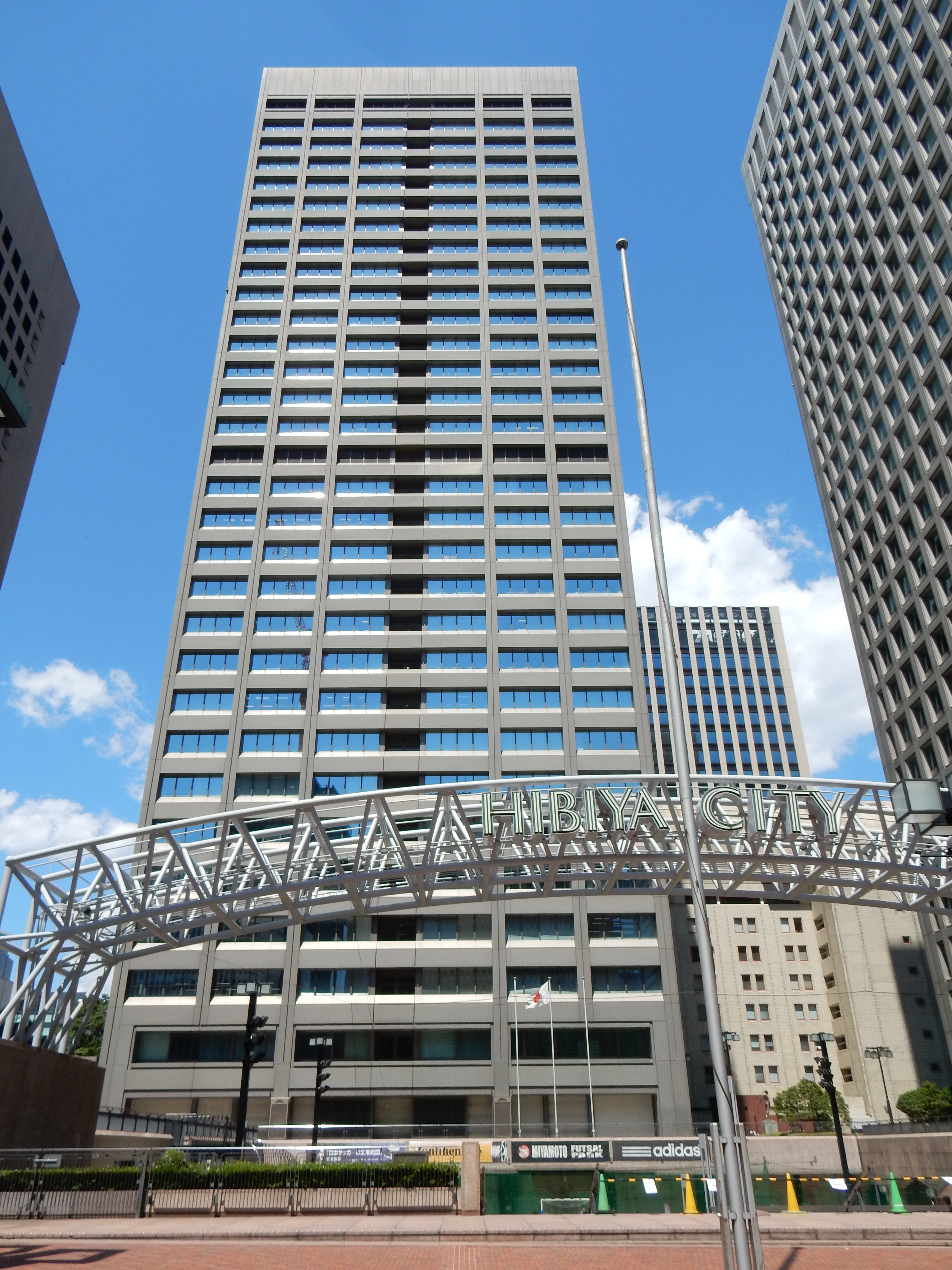
Siedziba firmy JFE Holdings, w Chiyoda w Tokio

JFE Holdings, Inc. (JFE, Jeiefuī Hōrudingusu Kabushiki-gaisha) – japońska korporacja z siedzibą w Tokio, powstałą w 2002 r. w wyniku fuzji NKK (Nihon Kōkan Kabushiki-gaisha) oraz Kawasaki Steel Corporation. JFE Holdings jest przede wszystkim producentem stali, a ponadto zajmuje się produkcją konstrukcji stalowych, inżynierią, logistyką, a także dzała w branży chemicznej.
JFE Holdings kontroluje również zagraniczne korporacje takie, jak California Steel w Stanach Zjednoczonych, Fujian Sino-Japan Metal w Chinach oraz Minas da Serra Geral w Brazylii.